# Nico Fidenco
Nico Fidenco (eigentlich Domenico Colarossi; * 24. Januar 1933 in Rom; † 19. November 2022 ebenda) war ein italienischer Sänger und Komponist, der viel für das Kino gearbeitet hat.

## Leben
Fidenco begann 1953 ein Medizinstudium, brach dieses jedoch bald wieder ab und schrieb sich am Centro Sperimentale di Cinematografia ein. Als Regieassistent arbeitete er an einigen Dokumentarfilmen und mit Franco Brusati. Er feierte zu Beginn der 1960er Jahre erste Erfolge als Sänger; bereits sein erster Hit war ein Filmlied, Su nel cielo aus dem Film Gefährliche Nächte von Franco Maselli. Weitere Titel, oftmals italienische Coverversionen erfolgreicher Filmsongs, die Fidenco, der das Klavierspiel als Autodidakt erlernt hatte, einspielte, folgten. Allein im Zeitraum von 1960 bis 1971 veröffentlichte er rund 40 Singles. Bereits Anfang 1963 hatte er mehr als eine Million Platten verkauft. Für mehr als 65 Filme zeichnete er für den Soundtrack verantwortlich, darunter auch für zwölf Italowestern, in späteren Jahren für Exploitationfilme. Seine Musik wird als „hitzig und ernst, spaßmachend und funky“ beschrieben. Fidenco arbeitete meist mit kleiner Besetzung, bestehend aus den Sound prägenden Keyboards und Gitarren sowie (oftmals exotischer) Percussion und dezent eingesetzten Bläsern und Streichern, für die Western oft mit Trompetensolos. Beeinflusst wurde er u. a. von Alessandro Alessandroni, mit dem er auch häufig zusammenarbeitete.
Beim Sanremo-Festival 1967 trat Fidenco zusammen mit der Sängerin Cher auf, konnte mit Ma piano (per non svegliarti) jedoch nicht ins Finale gelangen. Von 1984 bis 1994 bildete er mit Riccardo Del Turco, Jimmy Fontana und Gianni Meccia I Super 4; neben ihrem Repertoire präsentierte das Quartett 1985 eine neue LP, die mäßigen Erfolg hatte.
Fidenco verstarb im Alter von 89 Jahren in der Nacht vom 18. auf den 19. November 2022 in Rom.

## Single-Veröffentlichungen (Auswahl)
| Jahr | Titel Album                       | Höchstplatzierung, Gesamtwochen, AuszeichnungChartsChartplatzierungen (Jahr, Titel, Album, Platzierungen, Wochen, Auszeichnungen, Anmerkungen) | Anmerkungen                                   |
| Jahr | Titel Album                       | IT | Anmerkungen                                   |
| ---- | --------------------------------- | --- | --------------------------------------------- |
| 1960 | What a Sky (Su nel cielo)         | IT1 (18 Wo.)IT | RCA Italiana N 1109                           |
| 1961 | Just the Same Old Line            | IT5 (14 Wo.)IT |                                               |
| 1961 | Il mondo di Suzie Wong            | IT1 (28 Wo.)IT | RCA Italiana PM 1144 B-Seite: Tornerai… Suzie |
| 1961 | Legata a un granello di sabbia    | IT1 (22 Wo.)IT | RCA Italiana PM 1166 B-Seite: Ridi, ridi      |
| 1961 | Come nasce un amore               | IT8 (6 Wo.)IT |                                               |
| 1962 | Tra le piume di una rondine       | IT4 (6 Wo.)IT |                                               |
| 1962 | Moon River (Colazione da Tiffany) | IT3 (20 Wo.)IT | RCA Victor PM 3044 B-Seite: Audrey            |
| 1962 | Lasciami il tuo sorriso           | IT5 (9 Wo.)IT |                                               |
| 1963 | Se mi perderai                    | IT2 (13 Wo.)IT | RCA Italiana PM 3199 B-Seite: Goccia di mare  |
| 1964 | Con te sulla spiaggia             | IT5 (18 Wo.)IT |                                               |
| 1964 | A casa d’Irene                    | IT14 (1 Wo.)IT |                                               |
| 1965 | L’uomo che non sapeva amare       | IT5 (13 Wo.)IT |                                               |
| 1965 | La voglia di ballare              | IT11 (2 Wo.)IT |                                               |

## Filmografie (Auswahl)
- 1965: Pistoleros (All’ombra di una colt)
- 1966: Dinamita Jim
- 1966: Lanky Fellow – Der einsame Rächer (Per il gusto di uccidere)
- 1966: Der Mann aus Texas (The Texican)
- 1966: Mike Murphy 077 gegen Ypotron (Agente Logan Missione Ypotron)
- 1967: Bang Bang Kid
- 1967: John il bastardo
- 1968: Django – ich will ihn tot (Lo voglio morto)
- 1968: Django – Melodie in Blei (Uno di più all’inferno)
- 1968: Den Geiern zum Fraß (All’ultimo sangue)
- 1970: Entführt Rommel! (Consigna: matar al comandante en jefe)
- 1971: Sein Name war Pot – aber sie nannten ihn Halleluja (Il suo nome er a Pot… ma… lo chiamavano Allegria)
- 1973: Vier Teufelskerle (Campa carogna… la taglia cresce)
- 1975: Teenager lieben heiß (Blue Jeans)
- 1975: Black Emanuelle (Emanuelle nera)
- 1976: Black Emanuelle 2. Teil (Emanuelle nera: Orient reportage)
- 1976: Black Emanuelle – Stunden wilder Lust (Emanuelle in America)
- 1977: Emanuela – Alle Lüste dieser Welt (Emanuelle – Perché violenza alle donne?)
- 1977: Nackt unter Kannibalen (Emanuelle e gli ultimi cannibali)
- 1977: Yellow Emanuelle (Il mondo dei sensi di Emy Wong)
- 1978: Sklavenmarkt der weißen Mädchen (La via della prostituzione)
- 1980: Orgasmo Nero III – Schwarze Haut auf weißem Sand (Sesso nero)
- 1980: Zombies unter Kannibalen (Zombi holocaust)
- 1981: Insel der Zombies (Porno holocaust)